# نوكليريا شعاعية
نوكليريا شعاعية (الاسم العلمي:Nuclearia radians) هي نوع من الطلائعيات تتبع جنس النوكليريا من فصيلة النوكليرية.